# Luke Nguyễn
Luke Nguyễn (sinh ngày 8 tháng 9 năm 1978) là một đầu bếp người Úc gốc Việt, anh thành công với hệ thống nhà hàng Việt Nam Red Lantern tại Surry Hills, Sydney.
Anh cũng tham gia viết sách nấu ăn: Secrets Of The Red Lantern, The Songs of Sapa, Indochine, Luke Nguyen’s Greater Mekong và The Food Of Vietnam và dẫn chương trình (host) cho Luke Nguyen's Vietnam và Luke Nguyen’s Greater Mekong, chương trình về ẩm thực Việt Nam cũng như cách thưởng thức ẩm thực truyền thống của người Việt và khu vực sông Mê Kông.

## Đời tư
Luke Nguyễn được sinh ra ở một trại tị nạn ở Thái Lan. Cha mẹ của Luke đều là người Việt. Thay vì chọn làm bác sĩ hay thầy giáo như kỳ vọng của bố mẹ, anh lại chọn làm một đầu bếp. Anh đã đi du học ở Úc để học công thức nấu ăn chuyên nghiệp trước khi trở về Việt Nam.